# Homophlebia
Homophlebia är ett släkte av fjärilar. Homophlebia ingår i familjen trågspinnare.
Kladogram enligt Catalogue of Life:
| Homophlebia | \| \| Homophlebia bilinea \| \| \| \| \| \| Homophlebia xanthosoma \| \| \| \| |
|             | \| \| Homophlebia bilinea \| \| \| \| \| \| Homophlebia xanthosoma \| \| \| \| |
|             | Homophlebia bilinea                                                            |
|             |                                                                                |
|             | Homophlebia xanthosoma                                                         |
|             |                                                                                |